# Vuelo 200 de Angara Airlines
El vuelo 200 de Angara Airlines fue un vuelo nacional programado desde el Aeropuerto Internacional Baikal al aeropuerto de Nizhneangarsk, Rusia. El 27 de junio de 2019, el avión Antonov An-24RV que operaba el vuelo sufrió una falla en el motor durante el despegue. Al regresar a Nizhneangarsk, el avión salió de la pista y chocó con un edificio. Los 43 pasajeros sobrevivieron al accidente, mientras que dos de los cuatro tripulantes, el piloto y el ingeniero de vuelo perdieron la vida.

## Vuelo
El vuelo 200 estaba en ruta desde el aeropuerto de Ulan-Ude cuando ocurrió una falla del motor en el motor izquierdo. El avión aterrizó en el aeropuerto de Nizhneangarsk a las 10:20 hora local (02:20 UTC ). Atravesó la pista y chocó con un edificio que pertenecía a una red de alcantarillado. Dos de las 47 personas a bordo murieron y 22 resultaron heridas. 
El avión fue dañado sin posibilidad de reparación por el accidente y un incendio posterior al accidente.

## Aeronave
El avión accidentado fue un Antonov An-24RV , registro RA-47366, msn 77310804. El avión tenía 42 años, habiendo volado por primera vez en 1977.

## Investigación
El Comité Interestatal de Aviación (MAK) abrió una investigación sobre el accidente. También se abrió una investigación criminal separada.